# Hardangerbron
Hardangerbron (norska: Hardangerbrua) är en bro på riksväg 13 över Hardangerfjorden, mellan Eidfjords och Ulviks kommuner i Vestland fylke i västra Norge. Bygget påbörjades i mars 2009 och bron invigdes den 17 augusti 2013. Den ersatte färjeförbindelsen mellan Bruravik och Brimnes som gick över fjorden 4 km österut.  På denna sträcka går den kortaste vägförbindelsen mellan Oslo och Bergen.
Bron är cirka 1 380 meter lång med ett huvudspann på 1 310 meter, och har således ett av världens längsta hängbrospann. Brospannet är längre än det på Golden Gate Bridge i San Francisco, USA, och det är också Norges längsta brospann. Pylonerna har en höjd på omkring 200 meter, medan den segelfria höjden är 55 meter.

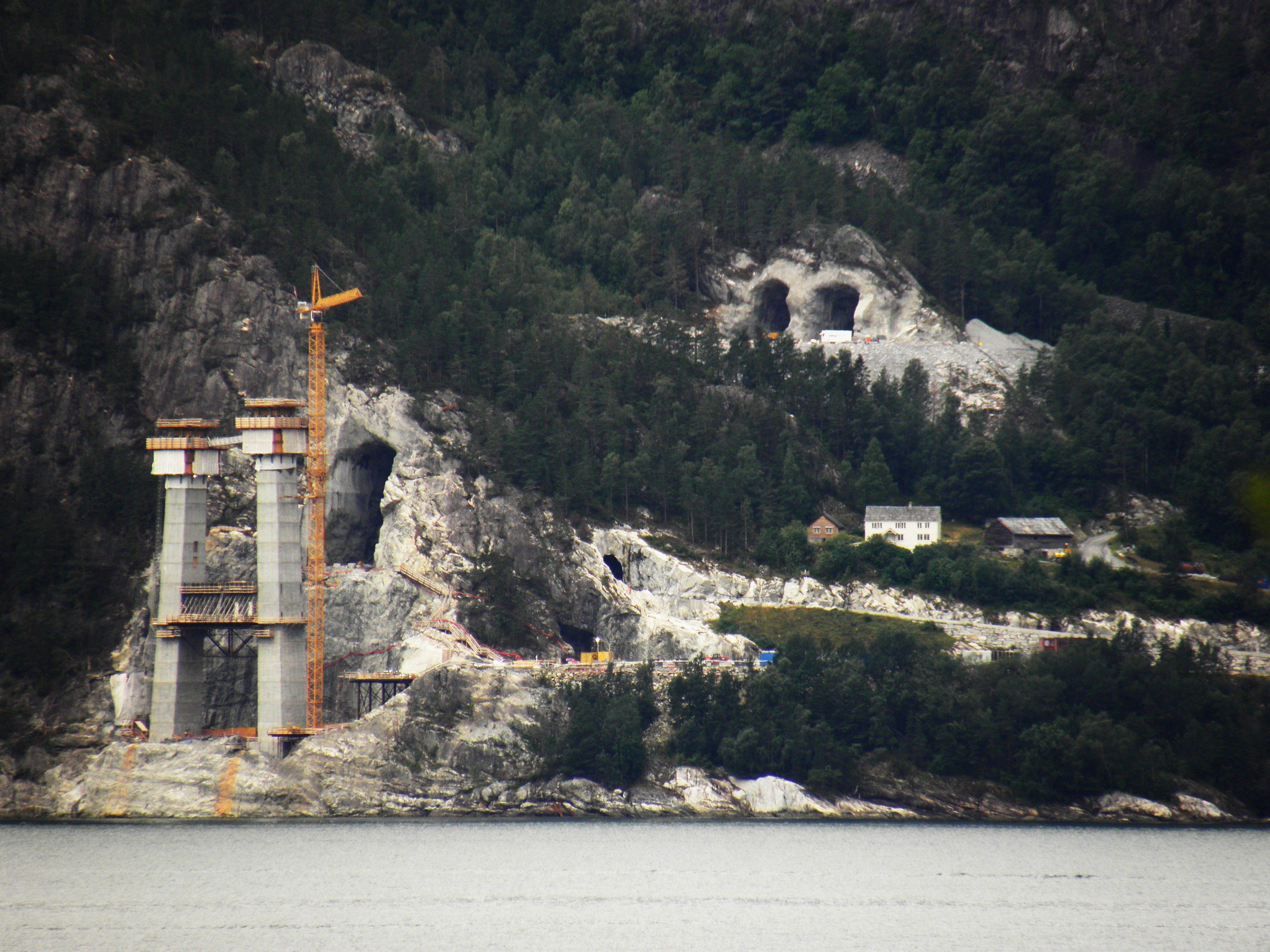
Hardangerbron under byggnad i juli 2010.